# Abeilles FC
Der Abeilles FC ist ein Fußballverein aus Pointe-Noire in der Republik Kongo.
Der Verein gewann überraschend 1967 seinen einzigen Meistertitel und nahm im selben Jahr am CAF Champions Cup teil. Dort scheiterte er bereits in der ersten Spielrunde. Seine Heimspiele trägt der Klub im Stade Municipal de Pointe-Noire aus. 2016/17 ist der Verein in der zweiten Spielklasse aktiv.

## Statistik in den CAF-Wettbewerben
| Saison | Wettbewerb        | Runde    | Gegner       | Gesamt | Hin     | Rück    |
| ------ | ----------------- | -------- | ------------ | ------ | ------- | ------- |
| 1967   | CAF Champions Cup | 1. Runde | TP Englebert | 3:3    | 0:2 (A) | 3:1 (H) |

- TP Englebert siegt per Losentscheid